# Leichtathletik-Weltmeisterschaften 2019/Teilnehmer (Chile)
| Gelbes Symbol für Goldmedaillen mit stilisierten Olympischen Ringen | Graues Symbol für Silbermedaillen mit stilisierten Olympischen Ringen | Braundes Symbol für Bronzemedaillen mit stilisierten Olympischen Ringen |
| ------------------------------------------------------------------- | --------------------------------------------------------------------- | ----------------------------------------------------------------------- |
| —                                                                   | —                                                                     | —                                                                       |

Der Leichtathletikverband von Chile nahm an den Leichtathletik-Weltmeisterschaften 2019 in Doha teilnehmen. Zwei Athleten wurden vom chilenischen Verband nominiert.

## Ergebnisse

### Männer

#### Sprung/Wurf
| Athlet            | Disziplin  | Qualifikation | Qualifikation | Finale     | Finale |
| Athlet            | Disziplin  | Weite/Höhe    | Platz         | Weite/Höhe | Platz  |
| ----------------- | ---------- | ------------- | ------------- | ---------- | ------ |
| Gabriel Kehr      | Hammerwurf | 73,99 m       | 17            | DNQ        | DNQ    |
| Humberto Mansilla | Hammerwurf | 72,68 m       | 25            | DNQ        | DNQ    |